# Klemens Maria Hofbauer

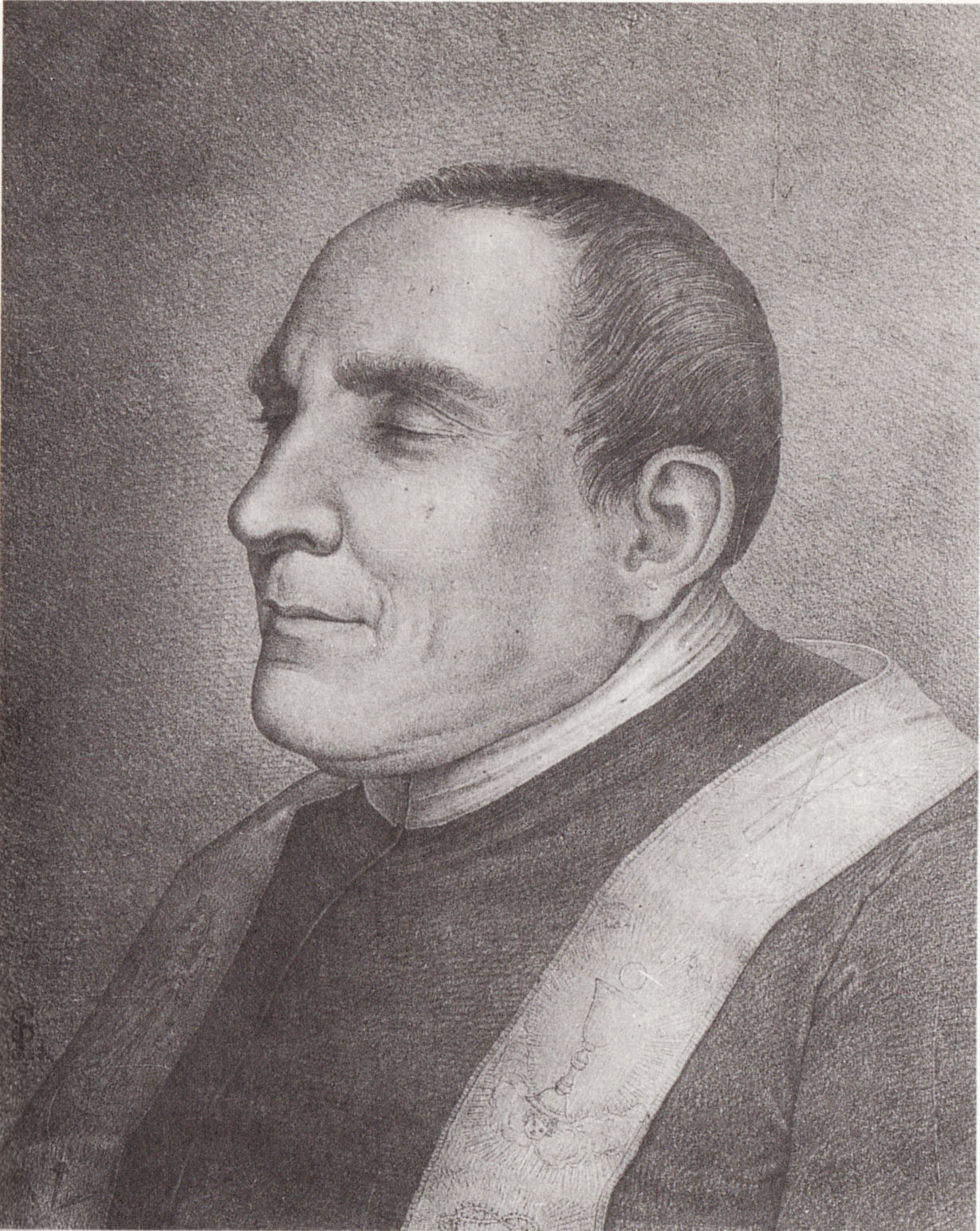
Klemens Maria Hofbauer (Gemälde von P. Rinn)

Klemens Maria Hofbauer CSsR, eigentlich Clemens Maria Hofbauer, (* 26. Dezember 1751 als Johannes  Dvořák in Taßwitz, Südmähren; † 15. März 1820 in Wien) war ein mährisch-österreichischer Priester, Prediger und Mitglied des Ordens der Redemptoristen. Er wird in der katholischen Kirche als Heiliger verehrt und ist Stadtpatron von Wien (genannt Apostel von Wien). Bis 1945 war er auch Schutzpatron Südmährens.

## Leben
Hofbauer wurde als eines von zwölf Kindern des Viehzüchters und Fleischers Paul Dvořák aus dem von Tschechen und Deutschen bewohnten Mährisch-Budwitz und der Südmährerin Maria (geborene Steer, bäuerlicher Herkunft) geboren und auf den Namen Johannes getauft. Der in das damals deutsche Taßwitz nach Südmähren zugewanderte Vater (vielleicht aber schon der Großvater in Mährisch-Budwitz, der bereits mit einer deutschen Südmährerin aus Znaim verheiratet war) nahm den deutschen Familiennamen Hofbauer an, ein Äquivalent von Dvořák. Mit sechs Jahren verlor Klemens Maria Hofbauer seinen Vater.

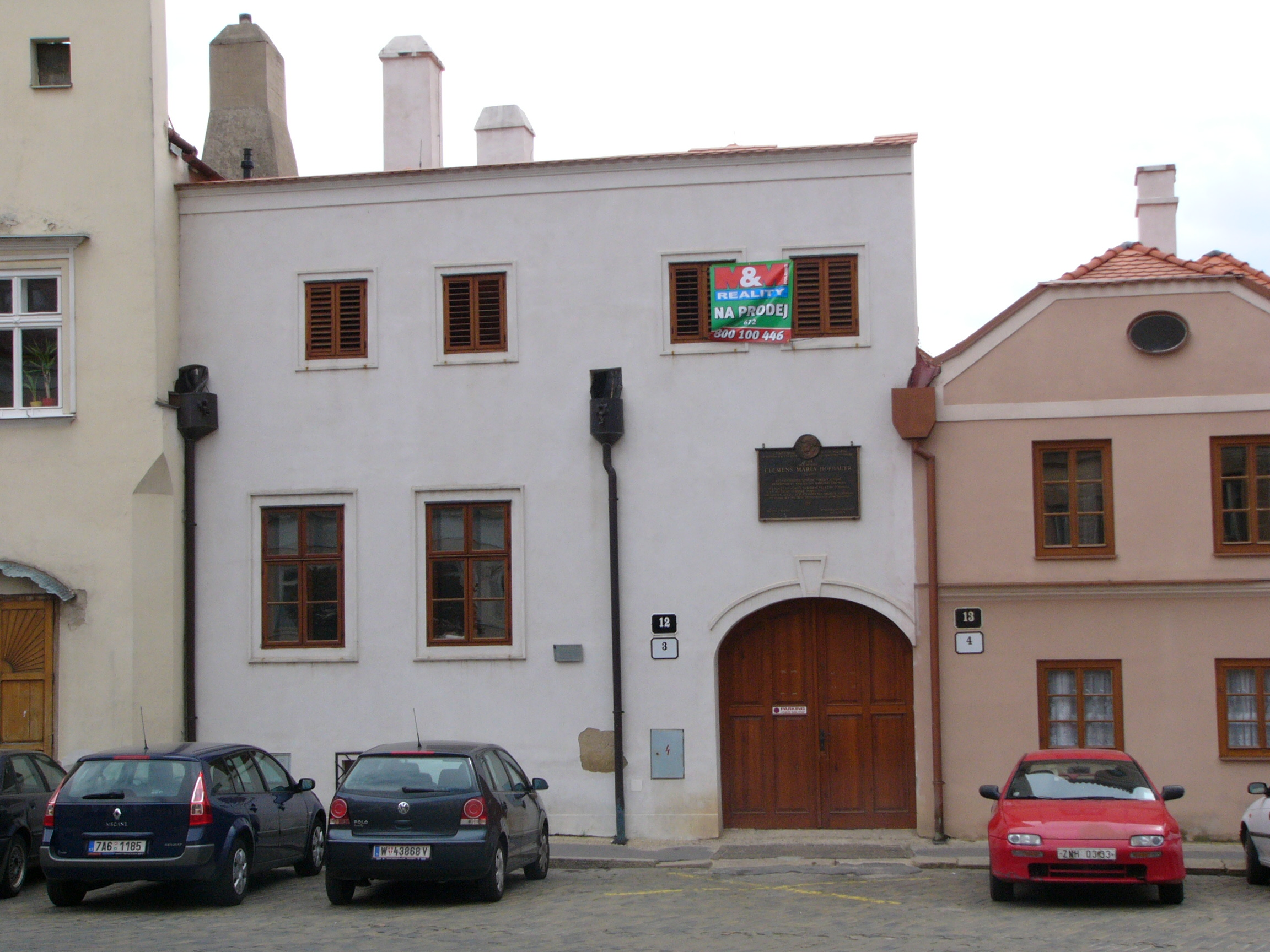
Das Haus in Znaim, wo Klemens Maria Hofbauer als Bäcker arbeitete

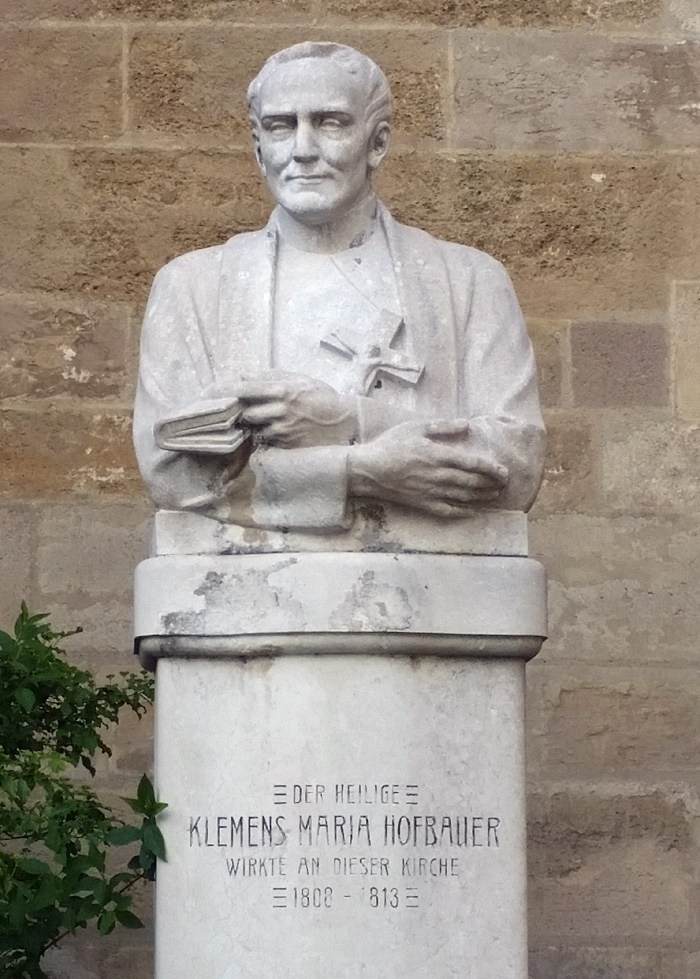
Büste Hofbauers bei der Wiener Minoritenkirche

Als Kind war er Ministrant in der örtlichen Pfarrkirche. Da seine Mutter eine priesterliche Ausbildung nicht finanzieren konnte, wurde er 16-jährig zunächst Bäckerlehrling in Znaim. Nach Abschluss der Lehre gelang es ihm, eine Stelle im Prämonstratenserstift Klosterbruck zu bekommen, wodurch er die dortige Klosterschule besuchen konnte. Während dieser Zeit pilgerte er bereits dreimal nach Rom und begab sich in Eremitage.
1780 kam er als Bäcker nach Wien. Im Rahmen einer weiteren Wallfahrt nach Rom im Jahr 1783 nahm er als Eremit mit dem Einverständnis von Barnabà Chiaramonti, dem Bischof von Tivoli und späteren Papst Pius VII., den Namen Klemens Maria an und führte ihn seitdem bis zu seinem Tod.
Nach der Rückkehr nach Wien konnte er schließlich das Theologiestudium an der Universität Wien beginnen, wo er 1784 seinen Freund Thaddäus Hübl kennenlernte, mit dem er in Rom die Bekanntschaft des Redemptoristenordens machte. Die beiden traten ein und empfingen am 29. März 1785 in Alatri (Latium) die Priesterweihe, um dann für den Aufbau einer Niederlassung ins Reich gesandt zu werden. Aufgrund des vorherrschenden Josephinismus stellte sich dieses Unterfangen als äußerst schwierig heraus, woraufhin sie sich nach Polen-Litauen begaben, wo ihnen 1787 auf Anfrage des Nuntius die Pfarrei St. Benno in Warschau von König Stanislaus Poniatowski zur Verfügung gestellt wurde. Hofbauer gründete dort mit seinen Ordensbrüdern im Laufe der Zeit eine Armenschule, eine Handarbeitsschule für Mädchen und ein Waisenhaus. In der Kirche wurden fremdsprachige Messen gelesen.
Über Schaffhausen kam er nach Jestetten, wo er das Kloster Berg Tabor vor dem Niedergang rettete und eine eigene Gemeinde gründete; hier ersuchte ihn 1805 eine Delegation von Gläubigen aus Triberg, die Seelsorge der Wallfahrtskirche Maria in der Tanne zu übernehmen, was er dann von Mai bis Mitte August 1805 auch tat.
Der ihm zunächst gnädig gestimmte Ignaz von Wessenberg, Generalvikar der Diözese Konstanz und Vertreter der Idee einer Nationalkirche, war in dieser Zeit zu seinem erbitterten Gegner geworden, unter anderem weil er drei seiner Theologiestudenten in Luzern durch den päpstlichen Nuntius zu Priestern weihen ließ; ein Bittschreiben brachte keine Wendung mehr, so dass er auch Triberg wieder verlassen musste und seine Schule in Berg Tabor geschlossen wurde. Er versuchte in Babenhausen (siehe sein Wohnhaus Gänsberg 2) weiter tätig zu sein und eine Gründung zu errichten, doch der Minister und Aufklärer Maximilian von Montgelas verhinderte dies und so kehrte er im Januar 1807 nach Warschau zurück.
1807 starb Thaddäus Hübl an Typhus, und als 1808 nur ein Jahr später, nachdem Marschall Devoust Napoleon zuvor in einem Brief negativ über die Redemptoristen berichtet hatte, die Redemptoristen auf Befehl Napoleons von dort vertrieben wurden, kehrte Hofbauer über Küstrin in seine Heimat Wien zurück.
Als Kaplan und Rektor bei den Ursulinen untergekommen, beschäftigte er sich mit der religiösen Erneuerung in Wien. In der Sankt-Ursula-Kirche wurde er durch seine Predigten so bekannt, dass ihm der Beiname Apostel von Wien gegeben wurde. Er wurde von der Polizei bespitzelt, weil seine Predigten in ihrer bäuerlich-derben Art die Massen anzogen und er sich damit in einen Gegensatz zur Staatsdoktrin des Josephinismus setzte. Zu dieser Zeit pflegte er intensiven Kontakt zu deutschen Romantikern wie Clemens Brentano, Joseph von Eichendorff, Friedrich Ludwig Zacharias Werner und Friedrich von Schlegel.
Der Politiker Josef von Penkler (1751–1830) und der Domherr Joseph Anton Siegmund von Beroldingen (1738–1816) gehörten zu seinen namhaftesten Unterstützern.
Klemens Maria Hofbauer verstarb 68-jährig in seinem Zimmer an Entkräftung.

## Bestattung
Hofbauers Leichnam wurde ursprünglich auf dem „Romantikerfriedhof Maria Enzersdorf“ bei Mödling beigesetzt. Dass die Redemptoristen am 19. April 1820 durch Kaiser Franz I. wieder zugelassen wurden, und die Kirche Maria am Gestade an die Kongregation übergeben wurde, konnte er nicht mehr erleben. Im Zuge des Seligsprechungsprozesses wurden am 4. November 1862 seine sterblichen Überreste als Reliquien in diese Kirche übergeführt. Sein Grab zierte zunächst eine Grabplatte (1859–1862) von Josef Gasser.
1987 schuf der Bildhauer Oskar Höfinger einen marmornen Reliquienaltar, der ein Reliquiar mit den sterblichen Überresten Hofbauers enthält. Die Grabplatte von 1862 wurde damals in unmittelbarer Nähe an der Wand stehend aufgestellt. Das Grab in Maria Enzersdorf besteht bis heute.

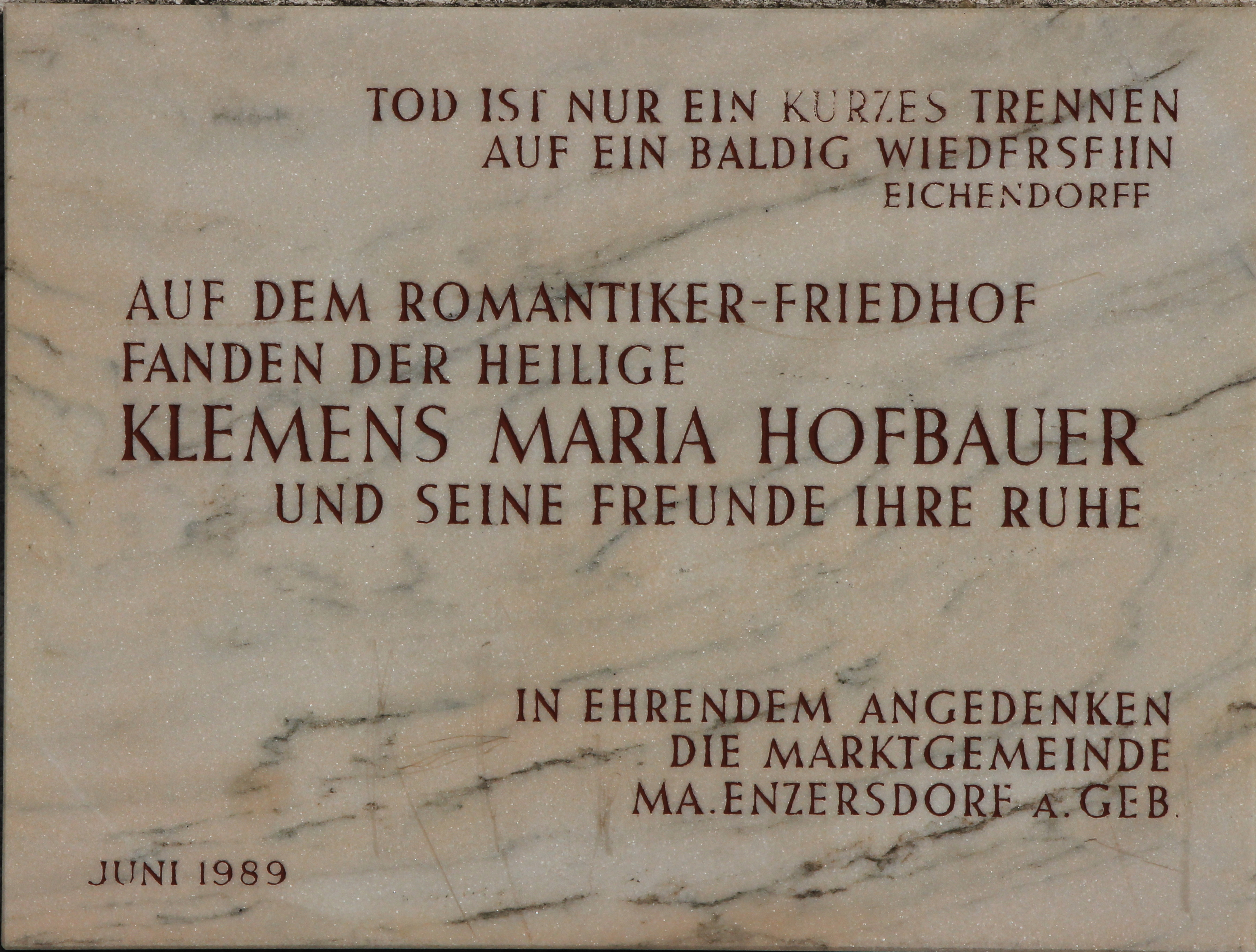
Gedenktafel am Romantikerfriedhof in Maria Enzersdorf, Niederösterreich
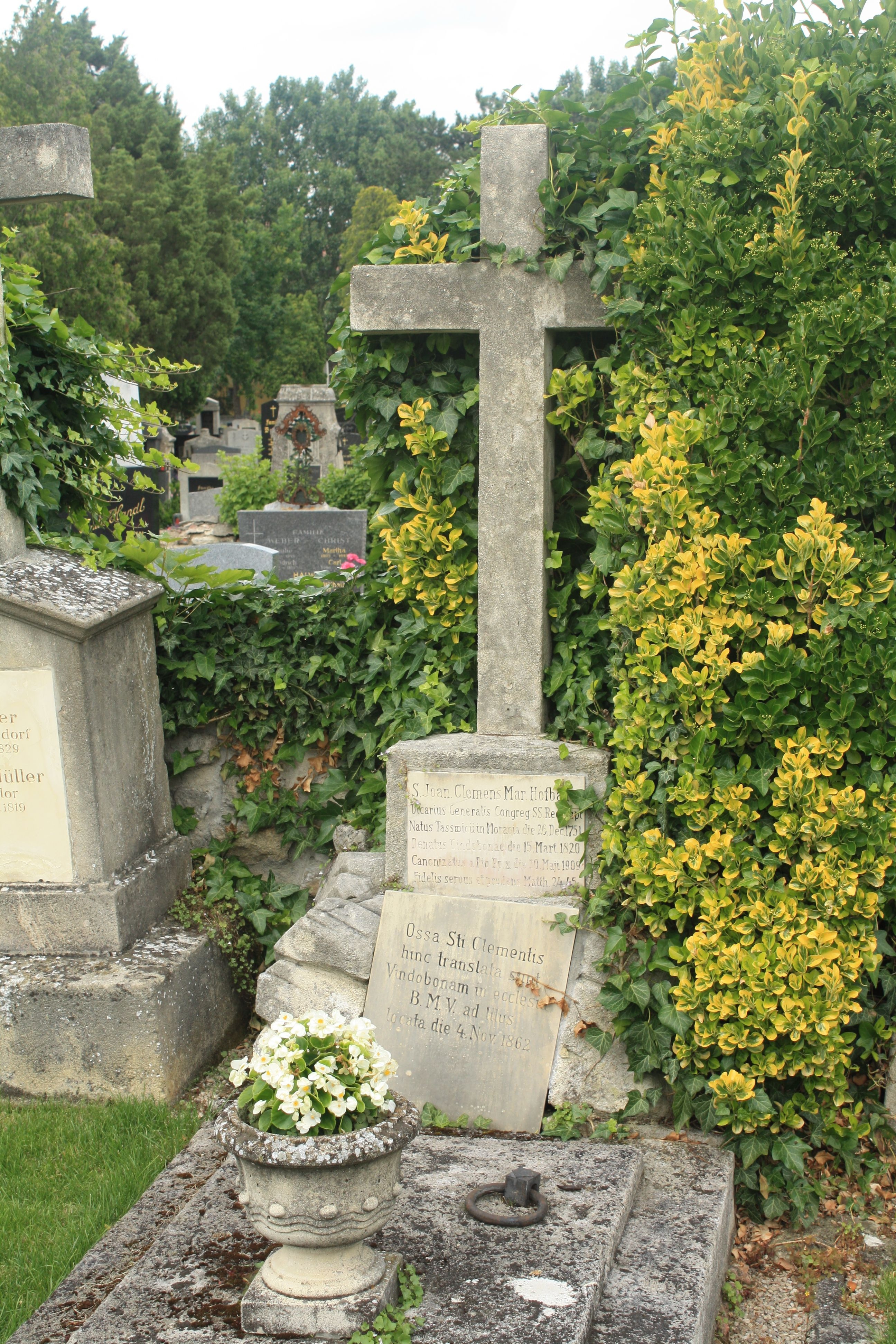
Grab auf dem Romantikerfriedhof in Maria Enzersdorf, Niederösterreich
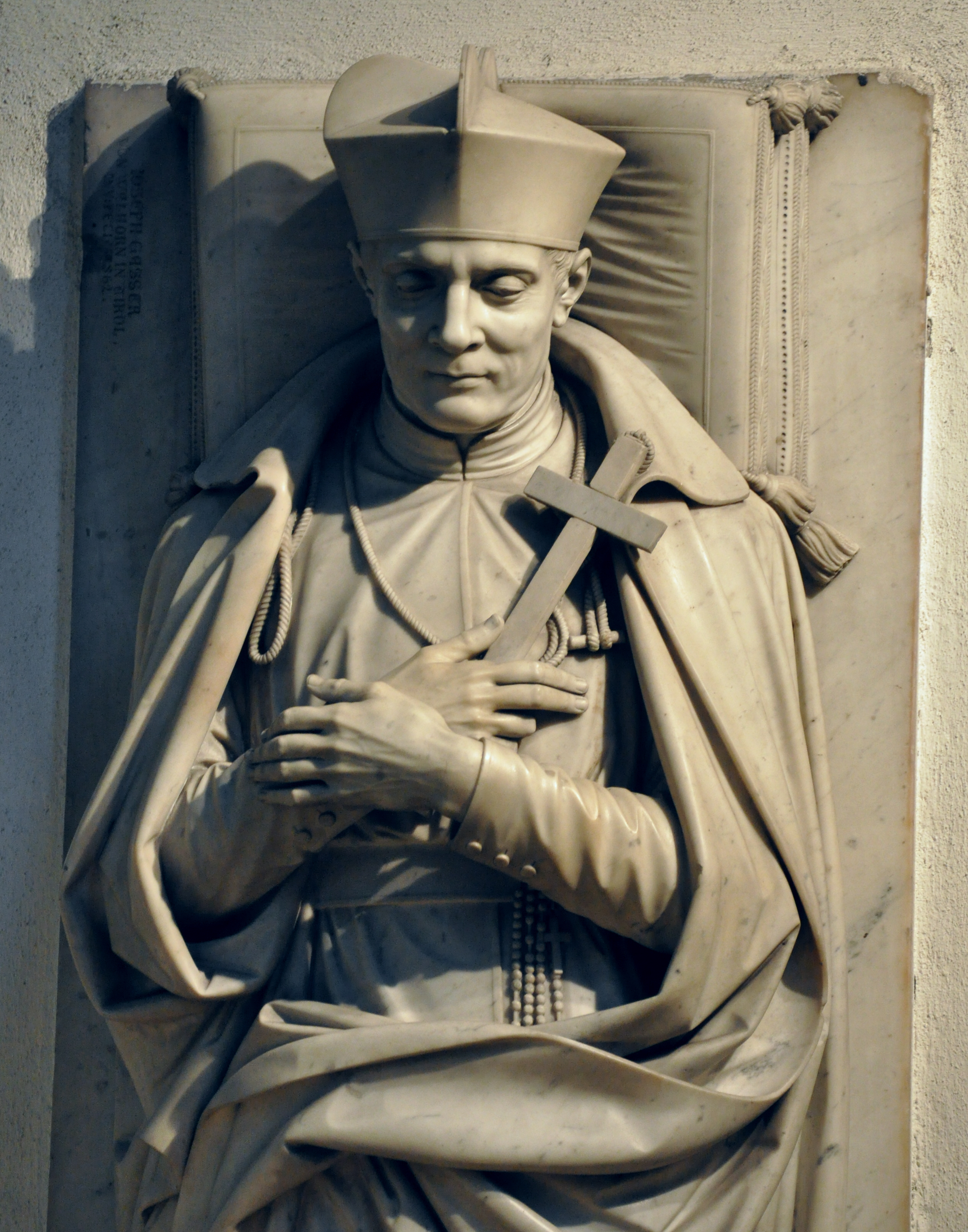
Grabplatte von Josef Gasser, 1859–1862, Kirche Maria am Gestade, Wien
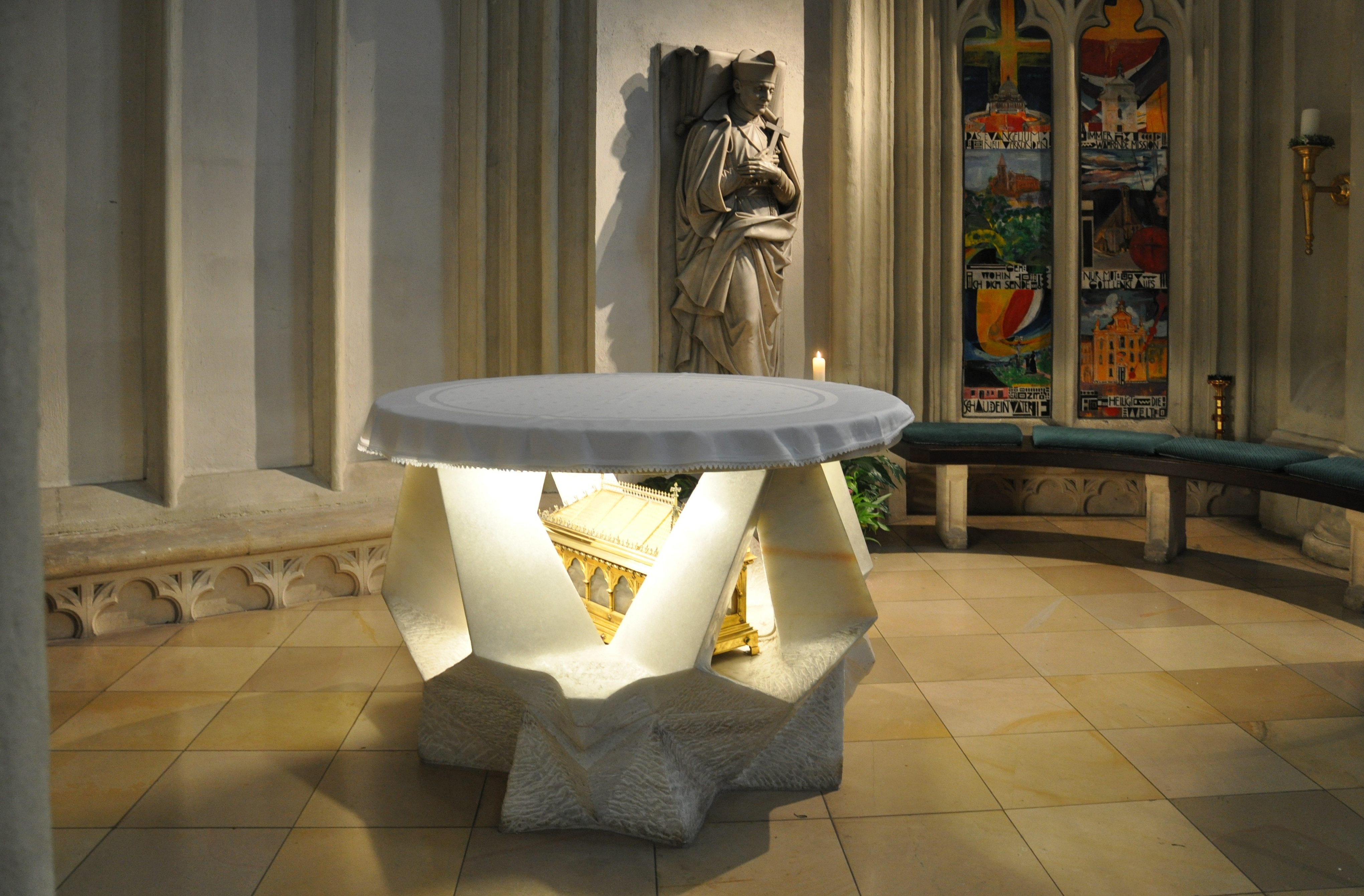
Reliquienaltar von Oskar Höfinger, 1987, Kirche Maria im Gestade, Wien

## Verehrung

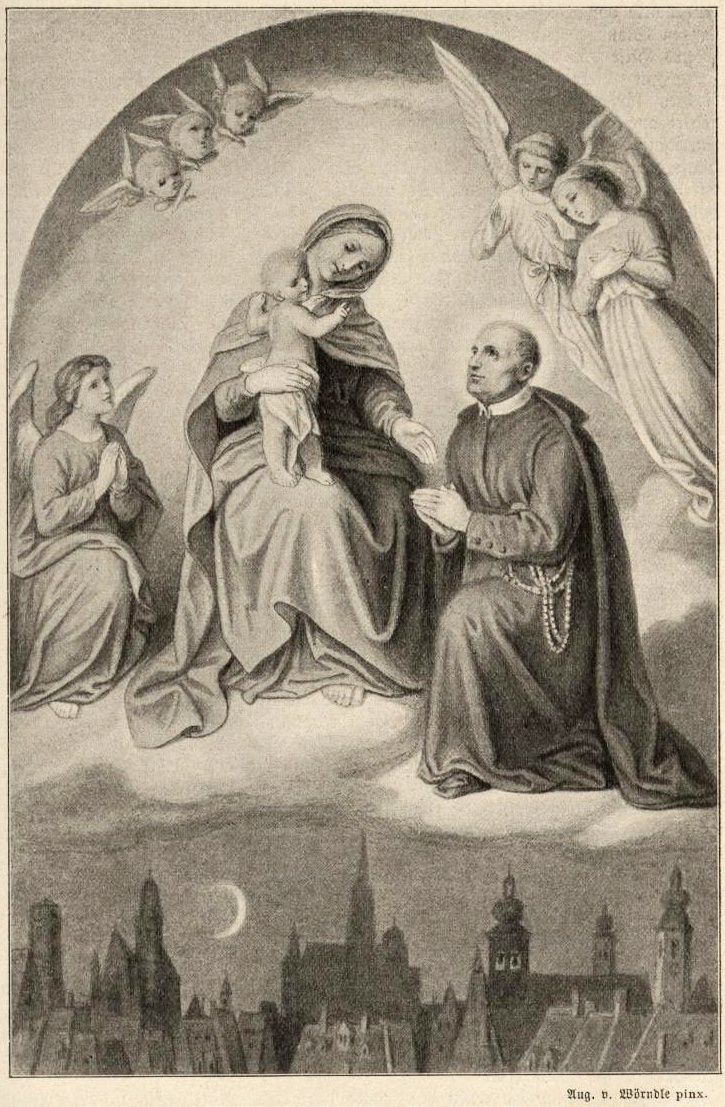
St. Klemens Maria Hofbauer als Schutzpatron Wiens; Gemälde von August von Wörndle

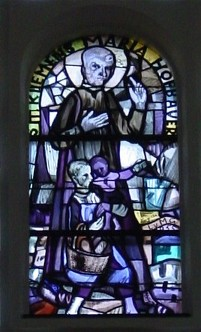
Kirchenfenster in der Pfarrkirche Liesing von Martin Häusle

Papst Leo XIII. sprach ihn am 29. Jänner 1888 selig, am 20. Mai 1909 wurde er von Pius X. heiliggesprochen. Seit 1914 ist er (zweiter) Stadtpatron von Wien und bereits seit 1913 der zweite Patron des Katholischen Gesellenvereins.
1894 wurde der Clemens-Hofbauer-Platz in Wien-Hernals nach ihm benannt.
Clemens August Graf von Galen stiftete unter Nutzung seines Erbteils die Kirche Sankt Clemens Maria Hofbauer in Berlin, die 1911, also schon zwei Jahre nach der Heiligsprechung Hofbauers, konsekriert wurde.
In Happurg (Kuratie Pommelsbrunn, Großraum Nürnberg) ist ihm eine katholische Kirche geweiht. In dieser Ortschaft fanden viele Heimatvertriebene aus Böhmen und Mähren nach dem Zweiten Weltkrieg ein neues Zuhause und weihten ihre neue katholische Kirche dem Hl. Klemens Maria Hofbauer. Die Kirche wurde 1972 eingeweiht.
Clemens Maria Hofbauer wurde 1958 zum Patron der Stadtkirche von Triberg erwählt. Bei der Renovierung der Stadtkirche 2005 wurde der Eingangsbereich von dem Bildhauer Elmar Hillebrand und dem Maler Clemens Hillebrand neu mit Themen zum Leben Clemens Maria Hofbauers gestaltet.
In Pinkafeld wurde die Clemens Maria Hofbauer-Straße ⊙ nach ihm benannt.

## Gedenktag
In der katholischen Kirche wird der Gedenktag des hl. Klemens Maria Hofbauer am 15. März in der Erzdiözese Wien als Fest gefeiert. Im Regionalkalender für das deutsche Sprachgebiet ist es ein nicht gebotener Gedenktag. In Erinnerung an seine Herkunft als Bäcker wird zum Gedenktag bei manchen Messfeierlichkeiten Gebäck geweiht.